# 宇都宮ヒカリ座
宇都宮ヒカリ座は、栃木県宇都宮市江野町にあるミニシアター（映画館）。

## 概要
1955年（昭和30年）12月31日に柳勲が創業、1970年（昭和45年）にゲームセンターや飲食店が入居する総合娯楽施設「プラザヒカリ」に建て替えられたが、当時はビルの上階には映画館の設置できない規制があり、スクリーンは地下のみ（現ヒカリ座1 258席）となった。1996年（平成8年）に5階と6階吹き抜けの大型キャバレーを改修し、ヒカリ座2（140席）・3（72席）をオープンした。
プラザヒカリとなってから1970年代後半までは東映の直営として経営されていた。その後は東興映画や東日本映画を経て2003年末からの経営および運営は創業者の長男でプラザヒカリのオーナーでもある柳健である。
1990年代はタイタニックや新世紀エヴァンゲリオン劇場版などのメジャー系作品を上映していたが、2012年頃に単館系に方針転換した。独自色を打ち出したところ、県内外のファンから愛される映画館となった。
創業者が1953年（昭和28年）に事業譲受した小山市の銀星会館（代表は創業者の孫である柳裕淳）が小山市にて運営の小山シネマロブレと小山シネマハーヴェストウォークは系列である。

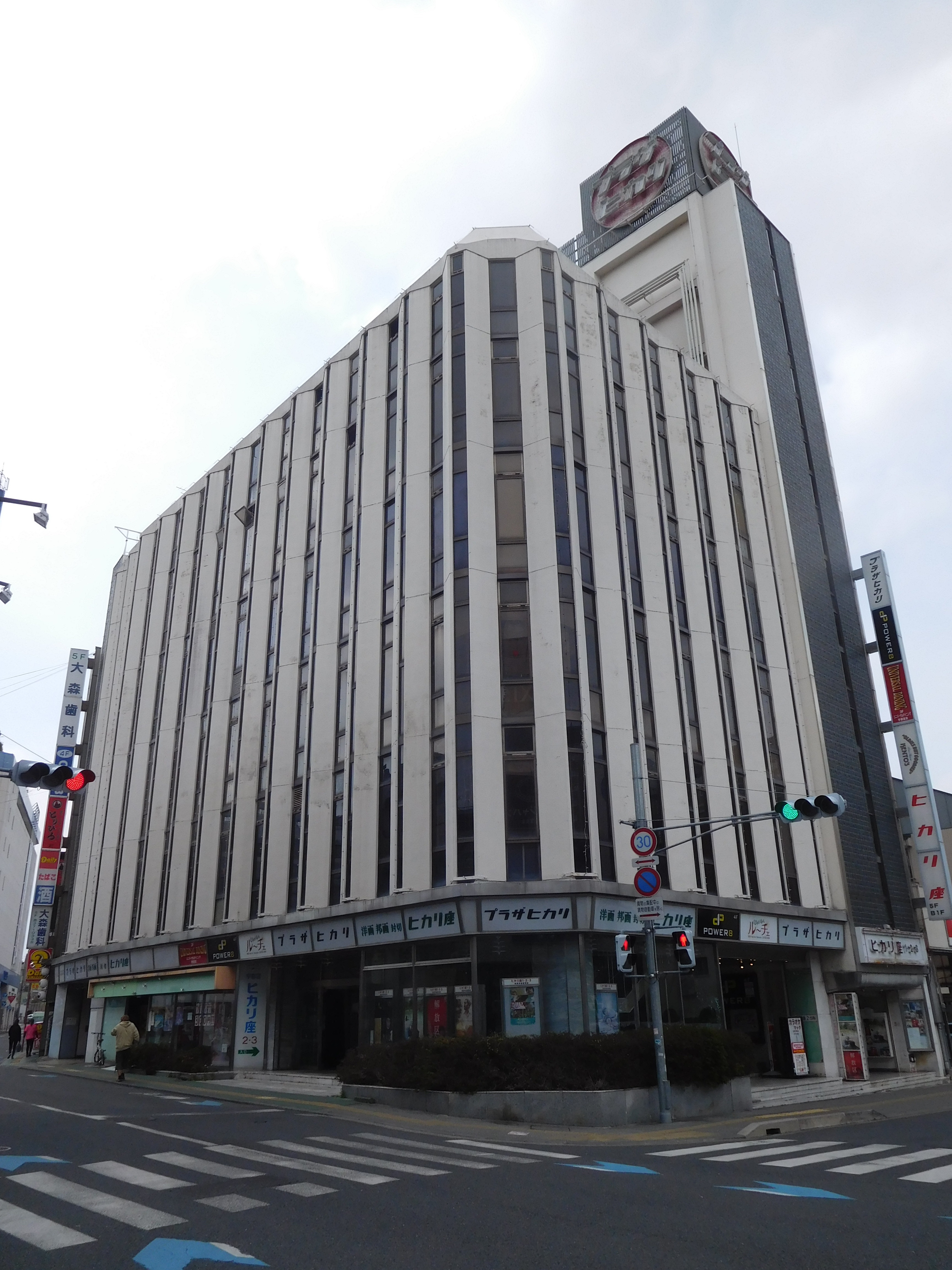
プラザヒカリビル外観
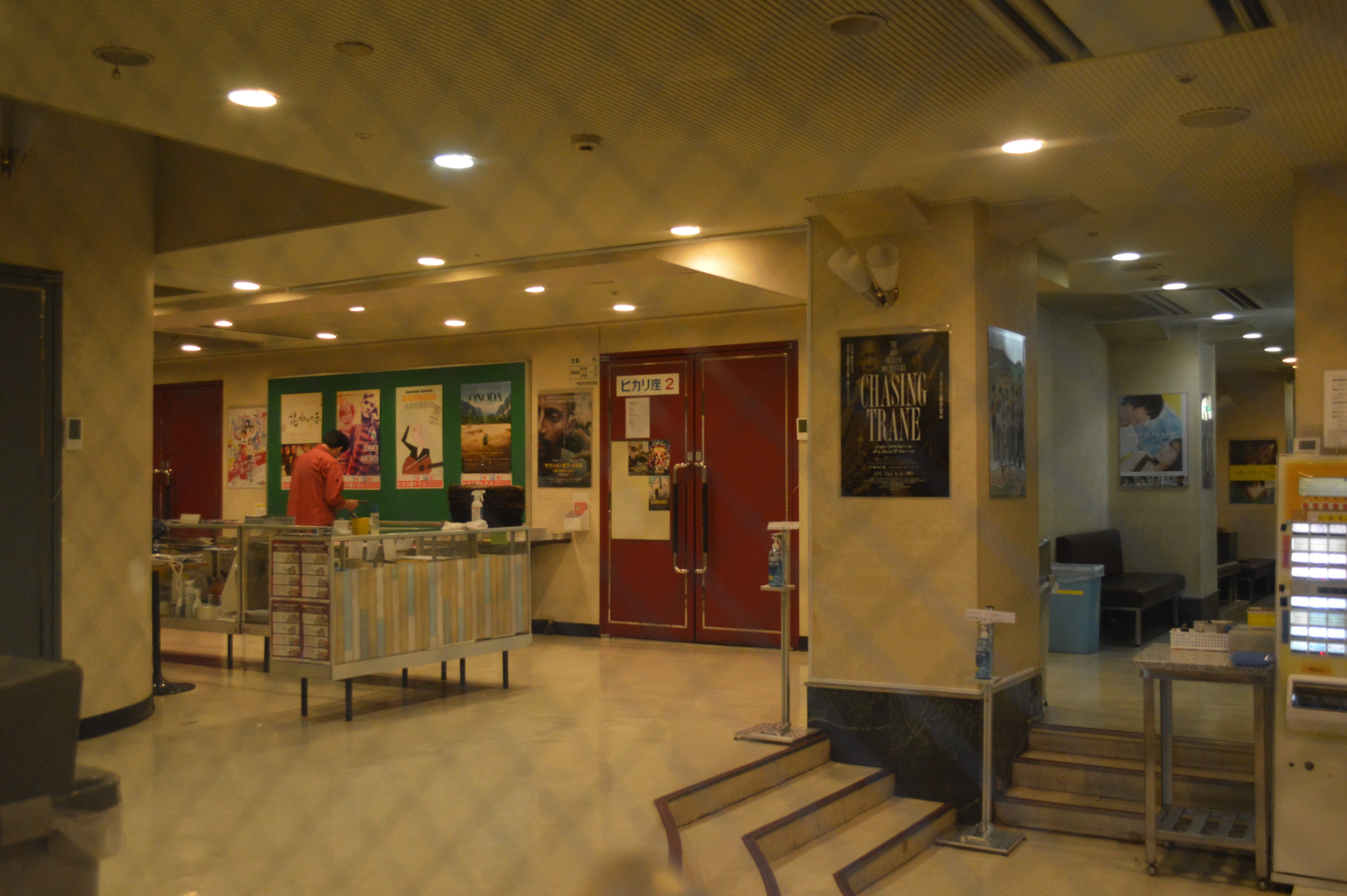
5階

## 支配人
- 三井覚 2003年就任[2] - 2024年3月31日退職[8]

## We are Movie Lovers.
若い世代の映画ファンによるヒカリ座を応援するコミュニティFMミヤラジで毎週金曜日21時から1時間の番組。最近のヒカリ座事情のコーナーがあり支配人時代の三井が時々ゲスト出演、支配人退職後は映画愛好家として三井がパーソナリティとして出演することもある。